# Kładka Zwierzyniecka
Kładka Zwierzyniecka – kładka położona we Wrocławiu, stanowiąca przeprawę nad największą rzeką przepływającą przez miasto – Odrą. Wybudowana została w 1976 roku (1975). Projektantem kładki był M. Wróblewicz. Kładkę wybudowano w miejscu istniejącej do lat 60. XX wieku przeprawy promowej.
Prawy brzeg stanowi Wielka Wyspa. Na terenie przy kładce przebiega Grobla Szczytnicko–Bartoszowicka, za którą znajduje się Ogród Zoologiczny. Natomiast lewy brzeg to teren osiedla Siedlec – Rakowiec; przebiega tu Ulica Na Grobli.
Most wykonany jest w technologii stalowej konstrukcji wiszaco-linowej; jest to konstrukcja pięcioprzęsłowa, w części środkowej wisząca – elementy nośne pomostu to belki blachownicowe zawieszone na stalowych linach. Oparcie stanowią dwa przyczółki i cztery filary. Pomost kładki zawieszony jest za pomocą stalowych lin na dwóch pylonach, posadowionych na filarach zlokalizowanych na prawej i lewej terasie zalewowej Odry. Długość kładki wynosi 232,4 m, a szerokość 4 m. Nawierzchnia pomostu bitumiczna.